# Zdeněk Madar
Zdeněk Madar (18. dubna 1929 Praha – 8. září 2007) byl český právník se zaměřením na právní ochranu životního prostředí.

## Život
Vystudoval právnickou fakultu Univerzity Karlovy a Institut d’études européennes v Turínu. Jako expert přes životní prostředí byl v letech 1984 až 1985 vyslán Světovou zdravotnickou organizací do Laosu. Z pověření Mezinárodního svazu ochrany přírody vypracoval v roce 1990 návrh zákona na ochranu přírody v Laosu. V roce 1990 mu byla udělena cena Elisabeth Haubové. Učil na právnické fakultě Univerzity Karlovy. Je autorem nnebo spoluautorem více než 50 knih a mnoha článků a studií.

## Dílo (výběr)
- MADAR, Zdeněk. K možnostem využití exaktních metod v oblasti místních orgánů státní moci. Praha: Academia, 1970. 96 s. Rozpravy ČSAV. Řada společenských věd, roč. 80, seš. 9.
- HROMADA, Jiří, MADAR, Zdeněk a kol. Právnický slovník. 3., zcela přeprac. a dopl. vyd. Praha: Orbis, 1972.
- MADAR, Zdeněk. Právní ochrana životního prostředí: svod právních předpisů, upravujících problematiku péče o životní prostředí. [Ostrava]: Ústav pro výzkum rozvoje měst, 1972. xiii, 285 s.
- MADAR, Zdeněk. Právní řešení životního prostředí v Československu. Praha: Ministerstvo výstavby a techniky ČSR, 1972. 91 s. Informační publikace, roč. 5, sv. 2/1972.
- MADAR, Zdeněk. Národní výbory a životní prostředí. Praha: Ústav státní správy, 1973. 191 s. Studie a informace, roč. 7.
- MADAR, Zdeněk. Československé právo, státní správa a životní prostředí. 1. vyd. Praha: Ústav státní správy, 1977. 254 s. Studie a informace, Roč. 11.
- MADAR, Zdeněk. Úloha československého státu a práva v péči o životní prostředí. 1. vyd. Praha: Horizont, 1987. 107 s. Zájmová publikace ČÚV Socialistické akademie ČSSR.
- MADAR, Zdeněk. Členské země RVHP: životní prostředí a právo. 1. vyd. Praha: Horizont, 1988. 106 s. Studijní materiály na pomoc lektorům Socialist. akademie ČSSR.
- MADAR, Zdeněk a kol. Právnický slovník. 5., podstatně přeprac. a dopln. vyd. Praha: Panorama, 1988. 2 sv.
- MADAR, Zdeněk, ed. Právní úprava nakládání s odpady ve vybraných zemích a mezinárodních seskupeních. Praha: Ústředí vědeckých, technických a ekonomických informací, 1989. 82 s. Publikace SIVO, 2382. ISBN 80-212-0072-3.
- MADAR, Zdeněk. Evropské zákony o ochraně životního prostředí. Vyd. 1. Praha: Ústředí vědeckých, technických a ekonomických informací, 1990. 173 s. ISBN 80-212-0046-4.
- MADAR, Zdeněk. Řízení péče o životní prostředí v evropských státech. 1. vyd. Praha: Academia, 1990. 248 s. ISBN 80-200-0164-6.
- MADAR, Zdeněk a kol. Slovník českého práva. 1. vyd. Praha: Linde, 1995. S. 719-1390. ISBN 80-85647-62-1.
- MADAR, Zdeněk. Slovník definic v českém právu. Vyd. 1. Praha: Orac, 2001. 239 s. Focus : výběrové texty. ISBN 80-86199-37-1.